# Ribe Fritidscenter
La Ribe Fritidscenter est un hall omnisports situé à Ribe, dans le département de Ribe, où évolue le club de handball du Ribe-Esbjerg HH, club évoluant en Håndboldligaen.